# Maria Wiebosch-Steeman
Maria Wiebosch-Steeman (Castricum, 26 februari 1950) is een Nederlandse bestuurder en politica voor GroenLinks.
Wiebosch studeerde voor biochemisch en medisch analiste. Ook haalde zij haar onderwijsbevoegdheid scheikunde. Tussen 1974 en 1989 werkte zij als analiste in ziekenhuizen en universiteiten. In 1975 werd zij lid van de PPR. In 1987 werd zij lid van de Provinciale Staten van Noord-Holland, eerst voor de PPR en later voor GroenLinks. Daarnaast was zij tussen 1990 en 1994 secretaris van het landelijk partijbestuur van GroenLinks. Tussen 1995 en 1999 was zij hoogheemraad van het Hoogheemraadschap van Rijnland. Tussen 1994 en 2002 was zij lid van de gemeenteraad van Bloemendaal. Tussen 2000 en 2004 was zij directeur/eigenaar van een adviesbureau op het gebied van interim-management. Zij was van 2004 tot 2009 burgemeester van Jacobswoude. Deze gemeente is door een herindeling opgeheven. Vanaf februari 2009 tot midden 2012 was zij burgemeester van de gemeente Hardinxveld-Giessendam. Zij vertrok vanwege ophef over te hoge kosten van het opknappen van een gemeentezaal. Vanaf november 2012 was zij gedurende 7 maanden waarnemend burgemeester van de gemeente Zwijndrecht. 